# Reniale
Reniale is de handelsnaam van een biologisch medicijn, dat als nabehandeling bij nierkankerpatiënten wordt ingezet bij wijze van immunotherapie. Reniale wordt na operatieve verwijdering van de niertumor (nefrectomie) bij volwassen patiënten toegepast bij wie de tumor (nog) niet gemetastaseerd is, d.w.z. dat hij nog niet aantoonbaar is uitgebreid naar andere lichaamsdelen buiten de nier. Het doel van de behandeling met Reniale bestaat erin, na deze volledige of gedeeltelijke verwijdering van de nier het hernieuwde optreden van tumoren of uitzaaiingen te voorkomen.

## Klinische gegevens
Uit eerste klinische onderzoeken bleek na een observatieperiode van 5 jaar een significante verbetering van de overlevingskansen en van de progressievrije overleving. Deze eerste resultaten werden in het kader van een klinisch onderzoek van fase III geverifieerd, waaraan 558 patiënten deelnamen. Hier bedroeg het tumorvrije overlevingspercentage (de progressievrije overleving) van de met Reniale behandelde patiënten na 70 maanden observatietijd 72%, vergeleken met 59,3% bij onbehandelde patiënten. Een tweede onafhankelijke evaluatie van de onderzoekspopulaties, met gegevens aangaande de verlenging van de totale overleving (het overlevingspercentage) over een periode van maximaal 105 maanden, bevestigde de klinische gegevens.
Een verdere meta-analyse ter beoordeling van de totale overleving gedurende een observatieperiode van 10 jaar toonde voor de patiënten met een tumor in stadium T3 een procentuele totale overleving van 53,6%, vergeleken met 36,2% bij patiënten die niet met Reniale behandeld werden.

## Farmacologische eigenschappen
Het werkingsmechanisme berust op een overgevoeligheidsreactie en een daarmee gepaard gaande activering of herstel van een reeds aanwezige, maar in de tumoromgeving onderdrukte immunologische reactie, die in de patiënt achtergebleven tumorcellen doelgericht elimineert.
Aan de hand van preklinische onderzoeken werd aangetoond dat bij het werkingsmechanisme in beginsel immuuncompetente, CD8-positieve cellen (bv. cytotoxische T-cellen) betrokken zijn.
Na intradermale injectie interageert het product met antigeen-presenterende cellen van de huid (bv. macrofagen). Van deze is algemeen bekend dat ze onder andere antigenen in vivo verwerken en deze MHC-gebonden presenteren. Hierdoor worden CD8-positieve cellen geactiveerd die op hun beurt in vivo aanwezige tumorcellen herkennen en doden.

## Overige informatie
In de loop van zijn ontwikkeling doorloopt de tumor carcinogenetische veranderingen (mutaties), hetgeen tot een heterogene samenstelling van de tumor op het vlak van zijn CD-merkers leidt. Deze eigenschap is uitvoerig in experimenten aangetoond. Derhalve wordt voor iedere patiënt een individueel geneesmiddel gefabriceerd (autologe therapie), waarbij het hoogst individuele tumorweefsel als basisstof gebruikt wordt en tot celfragmenten wordt verwerkt, waarna het hieruit verkregen geneesmiddel in de bovenarm van de patiënt wordt toegediend en de tumor escape-mechanismen omzeild worden.